# توني لاتو
أنطونيو لاتوري كروسو (بالإسبانية: Antonio Latorre Grueso)‏ (مواليد 21 نوفمبر 1997)، (يُعْرَفُ اِختصاراً باسم توني لاتو وببساطة لاتو) هو لاعب كرة قدم إسباني محترف، يلعب حالياً ك‍ظهير أيسر لصالح نادي فالنسيا.